# Гораціо (персонаж)

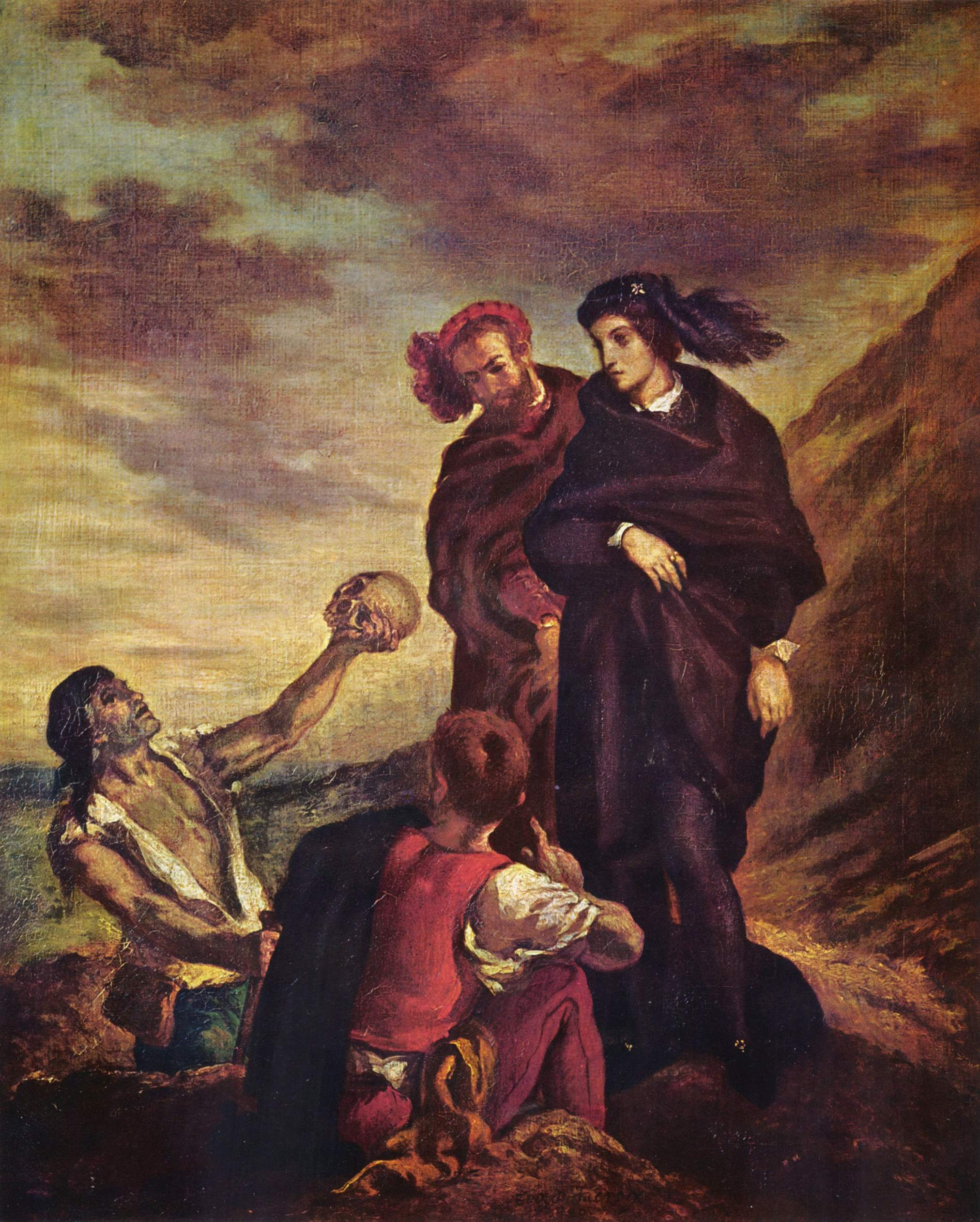

Гораціо — персонаж трагедії Вільяма Шекспіра "Гамлет". Походження Гораціо невідоме, хоча він був присутній на полі бою, коли батько Гамлета переміг «амбітну Норвегію», і відвідав університет у Віттенберзі з принцом Гамлетом. Гораціо, мабуть, безпосередньо не бере участі в інтригах при данському дворі. Таким чином, він робить хороший фон для принца Гамлета. Він часто не визначає як будь-якої конкретної позиції суду, виконує роль «друга Гамлета».
Гораціо робить свою першу появу в акті 1, сцені 1, коли він, Бернардо, Марцелл і Франсіско зіткнутися з привидом померлого короля Гамлета. Він, перейнявшись, сказав, що буде спілкуватися з привидом по Марцелла, і безуспішно намагається зробити це. Саме він потім пояснює умови, що зумовлюють смерть короля Гамлета.
Він ділить із Гамлетом всі його тривоги, сумніви й всі його безумства. Після поєдинку Гамлета з братом Офелії, у якого було отруєне вістря шпаги, Гораціо відчуває серцем трагічний кінець і просить свого товариша: «Ще подихай на цьому світі й про мене розкажи». Взагалі кожен персонаж Шекспіра по-своєму особливий, неповторний і незабутній.

### Образ Гораціо та його роль у творі
Під час обговорення та детальному розгляді трагедії, Гораціо зазвичай не приділяється багато уваги. Але при цьому він грає найважливішу роль в ідейному задумі твору.
Він, як і Привид, служить для визначення ідеалу людини. За словами Гамлета він «найкращий з людей», йому притаманні найкращі людські якості, він урівноважений і спокійний, будь-які пристрасті чужі йому.
Гораціо характерний раціоналізм, він послідовник стоїцизму, отже, вірить, що управляє всім світом провидіння, а людина зобов’язана смиренно підкорятися його волі.
Гамлет з одного боку говорить, що це і його ідеал, але з іншого боку хіба він вільний від надмірних емоцій? Звичайно, немає, він людина пристрасний, він не може миритися зі злом і несправедливістю, висловлює затяті протести й обурення.
Поведінка Гамлета і його ідеали сильно різняться, але потім настає переломний момент, після якого герой стає більш покірним долі, але при цьому залишаючись все одно противником жорстокості й несправедливості. Але він не турбується про те, що стосується саме його.
На самому початку трагедії між Гамлетом і Гораціо спостерігається протилежність поглядів на життя: Гамлет сповнений пристрастей і метань, Гораціо тримається спокійно і розважливо.
Але до кінця твору герої ніби міняються місцями. Гораціо готовий померти разом з другом, а Гамлет, навіть вмираючи, залишається спокійним.